# Polymera albogenualis
Polymera albogenualis är en tvåvingeart som beskrevs av Alexander 1939. Polymera albogenualis ingår i släktet Polymera och familjen småharkrankar.
Artens utbredningsområde är Ecuador. Inga underarter finns listade i Catalogue of Life.